# Вілійська сільська рада (Острозький район)
Вілі́йська сільська́ ра́да — колишній орган місцевого самоврядування в Острозькому районі Рівненської області. Адміністративний центр — село Вілія.

## Загальні відомості
- Вілійська сільська рада утворена в 1940 році.
- Територія ради: 25,9 км²
- Населення ради: 662 особи (станом на 2001 рік)
- Територією ради протікає річка Вілія.

## Населені пункти
Сільській раді були підпорядковані населені пункти:
- с. Вілія

## Склад ради
Рада складалася з 14 депутатів та голови.
- Голова ради: Бондарчук Галина Володимирівна
- Секретар ради: Фабіянчук Галина Володимирівна

### Керівний склад попередніх скликань
| Прізвище, ім'я, по батькові    | Основні відомості                                                               | Дата обрання | Дата звільнення |
| ------------------------------ | ------------------------------------------------------------------------------- | ------------ | --------------- |
| Семенюк Ганна Павлівна         | Сільський голова, 1964 року народження, Всеукраїнське об'єднання «Батьківщина»  | 26.03.2006   | 31.10.2010      |
| Борисюк Сергій Володимирович   | Сільський голова, 1957 року народження, освіта середня спеціальна, безпартійний | 31.10.2010   | 25.10.2015      |
| Бондарчук Галина Володимирівна | Сільський голова, 1981 року народження, безпартійна                             | 25.10.2015   |                 |

Примітка: таблиця складена за даними сайту Верховної Ради України